# Jason Donovan
Jason Sean Donovan (Melbourne, 1 juni 1968) is een Australische acteur, zanger en musicalster.

## Biografie
Donovan is de zoon van acteur en regisseur Terence Donovan en tv-presentatrice Sue McIntosh.
In 1986 begon hij zijn carrière in de soap 'Neighbours' aan de zijde van Kylie Minogue, met wie hij een relatie had tot 1989. In 1987 won hij voor zijn rol als Scott Robinson de Logie Award voor 'Populairste Acteur' en 'Beste Nieuw Talent'.
Minogue was haar carrière in de popmuziek al begonnen, toen Donovan ook een contract tekende bij het Stock, Aitken & Waterman label, PWL. Zijn eerste single 'Nothing can divide us' werd al gauw uitgebracht. Zijn zangcarrière was hiermee gelanceerd, maar het was pas met zijn duet met Kylie 'Especially for You' dat zijn bekendheid als zanger goed van de grond kwam.
Donovan verliet 'Neighbours' in 1989. Daarna was hij te zien in de film 'Heroes', waarvoor hij in 1990 de Logie Award voor 'Populairste Acteur in een Miniserie' kreeg.
Toen hij in 1989 'Too many broken hearts' opnam, had hij zijn eerste solo nummer 1-hit te pakken. Er volgde nog een single 'Sealed with a kiss'. Zijn debuutalbum 'Ten Good Reasons' ging vlot over de toonbank. Al gauw werd hij een van de best verkopende artiesten ooit. Hij won de 1989 Smash Hits Award voor 'Britain's Beste Album' en de 'Beste Zanger'.
Ook zijn tweede album 'Between The Lines', met de hits 'When you come back to me' en 'Rhythm of the rain' deed het goed. Hij kreeg opnieuw een Smash Hits Award, ditmaal voor de 'Beste Zanger van 1990'.
In 1991 ging Donovan de musicaltour op. Hij kreeg de hoofdrol in de Andrew Lloyd Webber-musical 'Joseph and the Amazing Technicolor Dreamcoat' in 1991. De musical liep in totaal 2,5 jaar en trok een publiek van twee miljoen mensen. Donovan werd de best verdienende artiest in de geschiedenis van Londens West End. Een van de nummers uit de musical 'Any dream will do' werd op single uitgebracht en werd een nummer 1-hit.
Datzelfde jaar werd een 'Greatest Hits' album uitgebracht. Hiermee werd het hoofdstuk Stock, Aitken en Waterman afgesloten.
In 1992 publiceerde het tijdschrift The Face uitspraken over Donovans geaardheid. Hij daagde het tijdschrift vervolgens voor de rechtbank en won de zaak. Om te voorkomen dat het tijdschrift op de fles zou gaan, weigerde hij de schadevergoeding.
In 1992 tekende Donovan een contract met Polydor Records. Hij bracht een nieuw album uit 'All Around The World' met de singles 'Mission of love' en 'As time goes by'. Het album verkocht goed, maar het grote succes bleef uit.
Hij keerde terug naar zijn acteercarrière met de films 'Rough Diamonds' in 1994 en 'The Last Bullet' in 1995. Tegen 1996 was hij een trouwe klant geworden in de befaamde nachtclubs in Londen. Na een paar keer in het openbaar in elkaar te zijn gezakt, gaf Donovan toe drugs te gebruiken sinds zijn breuk met Minogue.
Na de musicals 'Camelot' en 'Night Must Fall' in London en 'The Fantastics' in Zuid-Afrika, acteerde Donovan in 1998 als Frank 'N Furter in 'The New Rocky Horror Show'. Ondanks het feit dat hij daarvoor kousen en naaldhakken moest dragen, had hij geen twijfels over het accepteren van de rol. De musical werd eerst in Australië opgevoerd en daarna in Londen. Beiden werden een grote hit. Backstage ontmoette hij er zijn huidige vriendin Angela Malloch.
In 1999 verwachtten Donovan en Malloch hun eerste kind. Hun relatie was toen al ten einde. Op 28 maart 2000 werd hun dochter Jemma geboren. Donovan stopte prompt zijn druggebruik. Tegen juni 2000 waren ze opnieuw een koppel. Bijna een jaar na de geboorte van Jemma, op 22 maart 2001, werd hun zoon geboren, Zac.
In 2002 acteerde Donovan in de Australische dramaserie 'MDA' en in de film 'Tempe Tip'. In 2003 waren er drie films 'Horseplay', 'Alone In The Dark' en 'Ned' en de tv-productie 'Loot'.
Terug in Londen speelde hij Caractacus Potts in de kindermusical 'Chitty Chitty Bang Bang', die veel succes kende. Hij leende ook zijn stem voor het PlayStationspel 'Buzz'. In 2006 speelde hij in twee musicals 'Sweeney Todd' en 'Festen'.
In november 2006 verbleef Donovan drie weken in de Australische outback voor de 6de serie van 'I'm A Celebrity…Get Me Out Of Here'. Door zijn kalmte en gevoel voor humor kreeg hij de bijnaam 'Mr Dependable'. Uiteindelijk eindigde hij op de derde plaats.
In mei 2007 toerde hij door Groot-Brittannië met zijn 'All The Hits And More'-tour. Hij bracht in 2007 een autobiografie uit in boekvorm en een concert-dvd.
Begin 2008 was Donovan te zien in de Britse televisieserie 'Echo Beach' op ITV1. In maart dook hij opnieuw de studio in om zijn nieuw album 'Let it Be Me' op te nemen, die op 10 november 2008 werd uitgebracht. Eind 2008 ging hij opnieuw op tournee door Groot-Brittannië.
In 2009/2010 was Donovan te zien als 'Mitzi' in de musical Priscilla Queen of the Desert in het Palace Theatre in Londen.
in 2014 had hij een rol in Jeff Wayne's Musical Version of The War of the Worlds.

## Discografie

### Albums
| Album met eventuele hitnotering(en) in de Nederlandse Album Top 100 | Datum van verschijnen | Datum van binnenkomst | Hoogste positie | Aantal weken | Opmerkingen       |
| ------------------------------------------------------------------- | --------------------- | --------------------- | --------------- | ------------ | ----------------- |
| Ten good reasons                                                    | 05-1989               | 13-05-1989            | 23              | 23           |                   |
| Between the lines                                                   | 05-1990               | 16-06-1990            | 45              | 10           |                   |
| Joseph And The Amazing Technicolor Dreamcoat                        | 1991                  | -                     |                 |              | Musicalsoundtrack |
| Greatest hits                                                       | 09-1991               | -                     |                 |              | Verzamelalbum     |
| All around the world                                                | 08-1993               | -                     |                 |              |                   |
| The Rocky Horror Show                                               | 1998                  | -                     |                 |              | Soundtrack        |
| The very best of Jason Donovan                                      | 11-10-1999            | -                     |                 |              | Verzamelalbum     |
| Greatest hits                                                       | 04-12-2006            | -                     |                 |              | Verzamelalbum     |
| Let it be me                                                        | 10-11-2008            | -                     |                 |              |                   |
| Soundtrack of the 80s                                               | 11-10-2010            | -                     |                 |              |                   |
| Sign of Your Love                                                   | 16-03-2012            | -                     |                 |              |                   |

### Singles
| Single met eventuele hitnotering(en) in de Nederlandse Top 40 | Datum van verschijnen | Datum van binnenkomst | Hoogste positie | Aantal weken | Opmerkingen                                        |
| ------------------------------------------------------------- | --------------------- | --------------------- | --------------- | ------------ | -------------------------------------------------- |
| Nothing can divide us                                         | 1988                  | -                     |                 |              |                                                    |
| Especially for You                                            | 1988                  | 07-01-1989            | 6               | 10           | als Jason / met Kylie / Nr. 4 in de Single Top 100 |
| Too many broken hearts                                        | 1989                  | 08-04-1989            | 3               | 11           | Nr. 3 in de Single Top 100                         |
| Sealed with a kiss                                            | 1989                  | 24-06-1989            | 11              | 7            | Nr. 11 in de Single Top 100                        |
| Every day (I love you more)                                   | 1989                  | 16-09-1989            | tip12           | -            | Nr. 47 in de Single Top 100                        |
| When you come back to me                                      | 1990                  | 13-01-1990            | 22              | 5            | Nr. 20 in de Single Top 100                        |
| Hang on to your love                                          | 1990                  | 19-05-1990            | 33              | 4            | Nr. 26 in de Single Top 100                        |
| Another night                                                 | 1990                  | 04-08-1990            | tip19           | -            | Nr. 43 in de Single Top 100                        |
| Rhythm of the rain                                            | 1990                  | -                     |                 |              |                                                    |
| I'm doing fine                                                | 1990                  | -                     |                 |              |                                                    |
| R.S.V.P.                                                      | 1991                  | -                     |                 |              |                                                    |
| Any dream will do                                             | 1991                  | 20-07-1991            | tip5            | -            | Nr. 55 in de Single Top 100                        |
| Happy together                                                | 1991                  | -                     |                 |              |                                                    |
| Joseph mega remix                                             | 1991                  | -                     |                 |              |                                                    |
| Mission of love                                               | 1992                  | -                     |                 |              |                                                    |
| As time goes by                                               | 1992                  | -                     |                 |              |                                                    |
| All around the world                                          | 1993                  | -                     |                 |              |                                                    |
| Share my world                                                | 2007                  | -                     |                 |              |                                                    |
| Dreamboats and petticoats / Be my baby                        | 2008                  | -                     |                 |              |                                                    |
| Make love                                                     | 05-03-2012            | -                     |                 |              |                                                    |

| Single met hitnotering(en) in de Vlaamse Ultratop 50 | Datum van verschijnen | Datum van binnenkomst | Hoogste positie | Aantal weken | Opmerkingen                            |
| ---------------------------------------------------- | --------------------- | --------------------- | --------------- | ------------ | -------------------------------------- |
| Especially for You                                   | 1988                  | -                     |                 |              | met Kylie / Nr. 3 in de Radio 2 Top 30 |
| Too many broken hearts                               | 1989                  | -                     |                 |              | Nr. 2 in de Radio 2 Top 30             |
| Sealed with a kiss                                   | 1989                  | -                     |                 |              | Nr. 1 in de Radio 2 Top 30             |
| Every day (I love you more)                          | 1989                  | -                     |                 |              | Nr. 6 in de Radio 2 Top 30             |
| When you come back to me                             | 1990                  | -                     |                 |              | Nr. 3 in de Radio 2 Top 30             |
| Hang on to your love                                 | 1990                  | -                     |                 |              | Nr. 10 in de Radio 2 Top 30            |
| Another night                                        | 1990                  | -                     |                 |              | Nr. 8 in de Radio 2 Top 30             |
| Rhythm of the rain                                   | 1990                  | -                     |                 |              | Nr. 13 in de Radio 2 Top 30            |
| I'm doing fine                                       | 1990                  | -                     |                 |              | Nr. 23 in de Radio 2 Top 30            |
| R.S.V.P.                                             | 1991                  | -                     |                 |              | Nr. 20 in de Radio 2 Top 30            |
| Any dream will do                                    | 1991                  | -                     |                 |              | Nr. 13 in de Radio 2 Top 30            |
| Happy together                                       | 1991                  | -                     |                 |              | Nr. 16 in de Radio 2 Top 30            |
| Mission of love                                      | 1992                  | -                     |                 |              | Nr. 23 in de Radio 2 Top 30            |
| Make love                                            | 2012                  | 31-03-2012            | tip91           | -            |                                        |

### NPO Radio 2 Top 2000
Van Jason Donovan stond alleen Too many broken hearts in 2000 in de NPO Radio 2 Top 2000, op plek 1953.